# Hudson Line (Metro-North)
Hudson Line (Metro-North) est une ligne du Metro-North Railroad.